# Wau
Wau je město v Jižním Súdánu. Leží na řece Džur 650 km severozápadně od Džuby a je hlavním městem státu Západní Bahr al-Ghazál. Nejpočetnějšími etniky jsou Dinkové a Fertitové. Wau má přibližně 321 tisíc obyvatel a je druhým největším sídlem v zemi.
Město založili Francouzi pod názvem Fort Desaix. Město od šedesátých let trpělo výbuchy etnicky motivovaného násilí, které neustaly ani po vyhlášení nezávislosti Jižního Súdánu; žije v něm množství válečných uprchlíků. Wau je centrem stejnojmenné římskokatolické diecéze a má katedrálu zasvěcenou Panně Marii. Hlavními průmyslovými odvětvími jsou potravinářství a zpracování dřeva.
Ve Wau se narodila modelka Alek Weková.